# Liopropoma eukrines
Liopropoma eukrines là một loài cá biển thuộc chi Liopropoma trong họ Cá mú. Loài này được mô tả lần đầu tiên vào năm 1962.

## Phân bố và môi trường sống
L. eukrines có phạm vi phân bố ở Tây Bắc Đại Tây Dương. Loài cá này được tìm thấy từ bang Bắc Carolina, Hoa Kỳ, dọc theo bờ biển đông nam đến Bahamas (ở phía nam) và Galveston, bang Texas (ở phía tây). L. eukrines sống xung quanh các rạn san hô và đá ngầm ở độ sâu khoảng từ 30 đến 150 m.

## Mô tả
L. eukrines có chiều dài cơ thể tối đa được ghi nhận là 13 cm. Đầu và thân có màu đỏ tươi với một dải màu nâu đỏ hoặc nâu sẫm từ mõm, băng qua mắt và kết thúc ở cuống đuôi. Sọc hẹp dần về phía đầu, lan rộng thành một đốm tam giác lớn trên vây đuôi; viền trên và dưới sọc này là các sọc màu vàng. Đuôi có viền ở sau màu trắng, gần rìa trắng là một đốm đen. Cá con có màu vàng với sọc đen.
Số gai ở vây lưng: 8; Số tia vây mềm ở vây lưng: 12; Số gai ở vây hậu môn: 3; Số tia vây mềm ở vây hậu môn: 8; Số tia vây mềm ở vây ngực: 13 - 14.